# (19287) Paronelli
(19287) Paronelli  es un asteroide perteneciente al cinturón de asteroides, descubierto el 22 de febrero de 1996 por Marco Cavagna y Augusto Testa desde el Observatorio Astronómico Sormano, en Italia.

## Designación y nombre
Paronelli se designó inicialmente como 1998 UV6.
Más adelante fue nombrado en honor al astrónomo italiano discípulo de Camille Flammarion, Fede Paronelli (1893-1944).

## Características orbitales
Paronelli orbita a una distancia media del Sol de 3,1542 ua, pudiendo acercarse hasta 2,7930 ua y alejarse hasta 3,5155 ua. Tiene una excentricidad de 0,1145 y una inclinación orbital de 13,0146° grados. Emplea en completar una órbita alrededor del Sol 2046 días.

## Características físicas
Su magnitud absoluta es 13,1. Tiene 9,925 km de diámetro. Su albedo se estima en 0,113.